# Église Saint-Pierre de Shawinigan
L'église Saint-Pierre de Shawinigan est une ancienne église catholique située au Québec dans la ville canadienne de Shawinigan en Mauricie.

## Description
La paroisse Saint-Pierre fut fondée en 1901. Le sous-sol de l'église fut construit en 1901-1902. Pendant presque 30 ans, les paroissiens durent se contenter d'assister aux offices religieux dans ce sous-sol. Le reste de l'église, pour de multiples raisons, ne fut construit qu'en 1929-1930, pour une ouverture officielle en octobre 1930. L'église est située sur une petite colline, à la jonction de l'avenue Hemlock et de la 7e rue de la Pointe.
La décoration par Guido Nincheri se fit en deux étapes. Dans un premier temps, dans les années 1930 et 1940, l'artiste réalisa dix vitraux illustrant la vie de saint Pierre. Dans un second temps, en 1960 et 1961, le maître revint compléter la décoration avec entre autres les trois grandes verrières de l'Ascension, la Pentecôte et les Portes du Ciel en plus de plusieurs peintures sur les plafonds (fresques et toiles marouflées). Les toiles marouflées sont des toiles faites dans l'atelier de l'artiste qui va par la suite venir les coller au plafond (celles que l'on retrouve dans l'église représente les dons du Saint Esprit). Contrairement aux fresques, elles sont peintes directement au plafond sur le plâtre encore humide.
En tout, on y trouve 26 vitraux de différentes grandeurs. Les trois autels et la table de communion sont en marbre d'Italie. L'église possède un orgue Casavant. Durant la saison estivale, des visites guidées permettent d'apprécier le travail du maître verrier qu'était Guido Nincheri en plus d'une exposition d'un artisan québécois (différent à chaque année). 
L'église Saint-Pierre est définitivement fermée au culte en 2018. Elle est vendue en 2019, ainsi que le presbytère adjacent, le mobilier et les œuvres d'art.